# 霍爾德海崖
61°6′S 54°51′W / 61.100°S 54.850°W
霍爾德海崖（英語：Houlder Bluff），是南極洲的海崖，位於南設得蘭群島的象島北岸，俯瞰懷爾德角，由英國探險隊命名，現時由南極條約體系管理。